# Le Livre des faits et bonnes mœurs du sage roi Charles V
Le Livre des faits et bonnes mœurs du sage roi Charles V est une œuvre biographique de Christine de Pizan, rédigée en 1404, et dressée en l'honneur du roi Charles V le Sage. Cette biographie est riche en détails sur le règne du monarque, qui fut par ailleurs le mentor de Pizan. L'ouvrage se révèle aussi riche en informations sur certains épisodes de la Guerre de Cent Ans. Christine de Pizan dresse  dans son œuvre le portrait d'un prince qui serait idéal.

## Éditions modernes
Christine de Pizan, Le Livre des fais et bonnes meurs du sage Roy Charles V, Paris, Pocket, 23 mai 2013, 384 p. (ISBN 2266203797)